# 冰锥

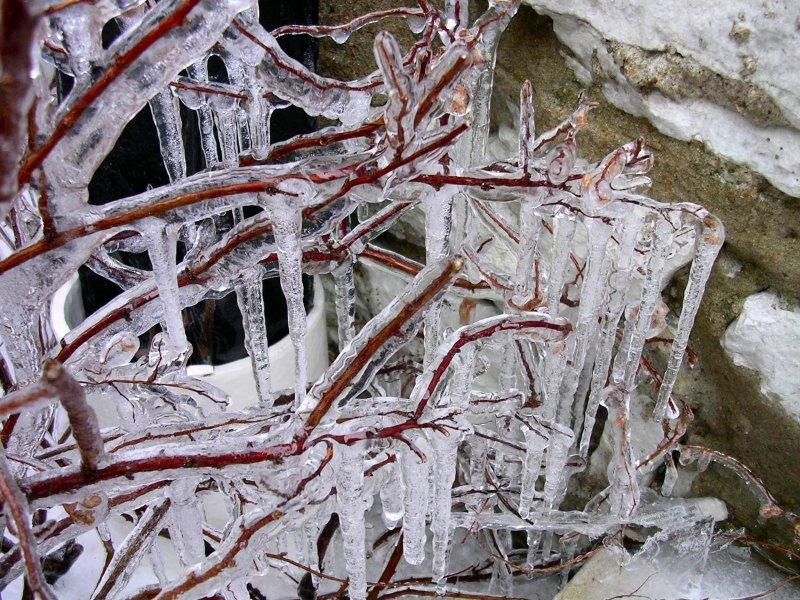
樹枝下形成的冰锥

冰锥（英語：icicle）也稱冰柱、冰挂、冰凌、冰溜子等。是雪融化在房檐或其他高处滴水渐渐凝成的尖椎形冰柱。冰锥形成的物理原因一般是雪在阳光照射下因为周围环境温度升高而融化成水，在高处低落的时候，水的下层部分因脱离融点温度而又凝结成冰。